# Eclissi solare del 22 agosto 1998
L'eclissi solare del 22 agosto 1998 è un evento astronomico che ha avuto luogo il suddetto giorno attorno alle ore 2.07 UTC. 
L'eclissi, di tipo anulare, è stata visibile in alcune parti dell'Asia (Brunei), dell'Oceania (Australia, Indonesia e Nuova Zelanda) e dell'Oceano Pacifico.
La durata della fase massima dell'eclissi è stata di 3 minuti e 14 secondi e l'ombra lunare sulla superficie terrestre raggiunse una larghezza di 99 km.
L'eclissi del 22 agosto 1998 è diventata la seconda eclissi solare nel 1998 e la 222ª nel XX secolo. La precedente eclissi solare si è verificata il 26 febbraio 1998, la seguente il 16 febbraio 1999.

## Percorso e visibilità
L'evento ha attraversato le isole indonesiane di Sumatra e Borneo, così come la Papua Nuova Guinea settentrionale per poi proseguire nell'Oceano Pacifico.

## Osservazioni a fini scientifici
Il giorno dell'eclissi solare, sono stati approntati dei punti di osservazione del Lyndon Johnson Space Center della NASA vicino alla contea di Kota Tinggi In Malesia, in quanto il mese di agosto è solitamente molto secco. Tuttavia, a causa del fenomeno El Niño, ha piovuto ogni giorno per 2 settimane prima dell'eclissi. Poco prima dell'evento il cielo era coperto da nuvole che fortunatamente si dispersero e la fase dell'eclissi fu completamente visibile. 40 minuti dopo Il cielo era completamente limpido.

## Eclissi correlate

### Eclissi solari 1997 - 2000
Questa eclissi è un membro di una serie semestrale. Un'eclissi in una serie semestrale di eclissi solari si ripete approssimativamente ogni 177 giorni e 4 ore (un semestre) in nodi alternati dell'orbita della Luna.

### Ciclo di Saros 135
L'evento fa parte del ciclo di Saros 135, che si ripete ogni 18 anni, 11 giorni, contenente 71 eventi. La serie è iniziata con un'eclissi solare parziale il 5 luglio 1331. Contiene eclissi anulari dal 21 ottobre 1511 al 24 febbraio 2305, eclissi ibride l'8 marzo 2323 e il 18 marzo 2341 ed eclissi totali dal 29 marzo 2359 fino a 22 maggio 2449. La serie termina al membro 71 con un'eclissi parziale il 17 agosto 2593. La durata più lunga della totalità sarà di 2 minuti e 27 secondi il 12 maggio 2431.